# Comissió Nacional d'Accés, Avaluació i Tria Documental

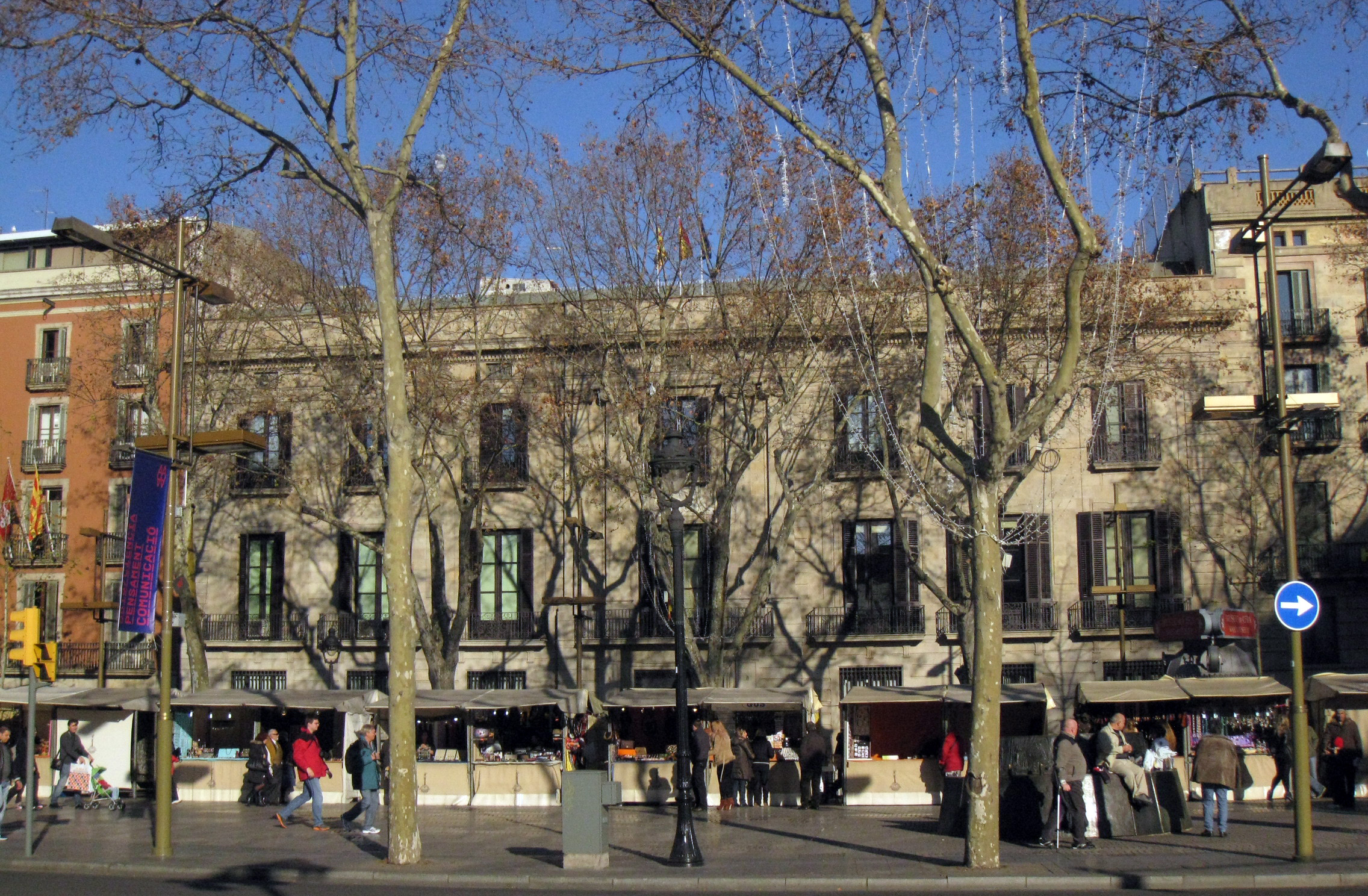
El Palau Marc actual seu del Departament de Cultura de la Generalitat de Catalunya.

La Comissió Nacional d'Accés, Avaluació i Tria Documental (CNAATD) és l'òrgan col·legiat de caràcter tècnic del Departament de Cultura de la Generalitat de Catalunya encarregat de desenvolupar les competències en qüestions d'accés, avaluació i tria de la documentació.
En democràcia és fonamental el dret dels ciutadans a accedir a la informació i la documentació pública, sense el qual quedaria falsejat el principi de legitimitat democràtica. La CNAATD és la responsable d'establir uns criteris generals sobre l'aplicació de la normativa que determina l'accés a la documentació pública, promovent el dret d'accés als documents de persones i entitats públiques o privades.

## Història
La recuperació dels drets democràtics en l'Estat Espanyol provocà un important revulsiu en l'àmbit arxivístic català. Fins a la Transició democràtica espanyola no hi havia hagut massa cura dels arxius, o si hi era havia sigut més aviat escassa o nul·la.
Sobretot en administracions locals i arxius municipals era ben palès. Així que davant la inexistència d'una política arxivística clarament definida es produïren dos conseqüències evidents: una, la pèrdua per diverses causes del patrimoni documental, i l'altra l'existència de masses considerables de documentació acumulada sense cap mena d'organització ni criteri en les diverses administracions públiques. La creació d'un model arxivístic descentralitzat va ser possible a partir de la recuperació de la democràcia i l'autogovern català. Des del seu restabliment, la Generalitat va treballar per encetar una nova estructuració i organització dels arxius del país.
L'any 1985 s'aprova la Llei 6/1985 d'arxius, on en el seu segon article s'estableix que cap dels documents produïts per l'administració publica catalana podien ser eliminats sense l'aplicació d'un reglament adequat, esdevenint l'avaluació documental un tema clau ha desenvolupar i resoldre.
El 3 de maig de 1990, el govern va aprovar el Decret 117/1990 (que al Decret 128/1994 del 16 de maig es modificaria de nou), sobre avaluació i tria de la documentació de l'Administració pública, creant-se la Comissió Nacional d'Avaluació i Tria de la Documentació (CNATD). En aquesta nova llei se li afegia la de determinar l'accessibilitat dels documents. El Decret 117/1990 establiria també les següents disposicions: l'àmbit d'aplicació als arxius públics, les operacions d'avaluació que havien d'efectuar-se en la fase de pre-arxiu i de forma preceptiva sempre abans de qualsevol ingrés en arxius històrics, excloure de l'avaluació i selecció els documents anteriors a 1940, que la proposta d'avaluació provingués d'un arxiver i s'acompanyés d'un informe del secretari de la institució, i també l'aplicació de les resolucions de la CNATD, les Taules d'Avaluació Documental, i que la destrucció de la documentació havia ser controlada per part del Secretari de la Comissió. En el Decret 128/1994 aclaria el reconeixent de la necessitat de poder avaluar la documentació en qualsevol de les seves fases del cicle de vida anterior al seu ingrés en un arxiu històric, i no només en la de pre-arxiu. I s'incloïa les operacions d'avaluació documental dels documents originals de menys de cinc anys, que es deixava però en mans del responsable de cada arxiu.
A inicis del 1994 es publicaren també les primeres resolucions que han permès eliminar i conservar de manera regulada documentació generada per les Administracions Públiques catalanes. A més es publicaren les primeres Taules d'Avaluació Documental, i amb l'Ordre de 8 de febrer de 1994 s'establia el control de la CNATD sobre l'eliminació de documentació amb un període de conservació superior als cincs anys, deixar la determinació de l'aplicació de les TAD a mans del responsable tècnic de l'arxiu. En aquesta mateixa ordre s'establí l'obligació d'elaborar un Registre General d'Eliminació de Documentació de la institució, convenientment diligenciat per l'arxiver i el secretari. I es determinava la informació mínima del comunicat que s'havia de trametre a la CNAT, i en tal Registre s'havia d'establir també un inventari i conservació d'alguns exemplars com a testimoni de l'activitat administrativa de la institució.
Onze anys després, amb l'aprovació de la Llei 10/2001 d'arxius i documents, i el Decret 13/2008 sobre accés, avaluació i tria de documents, es conforma la Comissió Nacional d'Accés, Avaluació i Tria Documental (CNAATD), que a més d'afegir les funcions relatives a l'accés a la documentació, suma funcions d'avaluació de documents privats. I es justifica pel fet que tant el cas de l'avaluació com de l'accés se segueix un procés de treball semblant en tant que cal analitzar molt curosament la legislació, context on es genera la documentació i el contingut que s'ha generat des de l'Administració pública, a més de facilitat l'accés cada cop més generalitzat dels ciutadans a aquesta informació continguda a les oficines administratives i els arxius públics.

## Resultats i reptes
El gran repte de la Comissió es va projectar en incrementar l'elaboració i aplicació de les Taules d'avaluació i accés documental.
En una primera fase d'acció, entre 1990 i 1994, el nombre de propostes d'avaluació tramitades pel centres d'arxiu no va ser gaire nombrós, raó per la qual la Comissió va organitzar grups de treball que valoressin sistemàticament la documentació, creats mitjançant Ordre del conseller de Cultura, perfeccionant la metodologia d'avaluació i col·laborant en la revisió de quadres de classificació i sistemes d'ordenació de sèries documentals.
Pel que fa a l'aplicació efectiva de les Taules d'avaluació documental, no va ser fins al 1995 que s'aconseguiria efectuar les primeres destruccions regulades de documentació. Seguint la informació oferta per les memòries del CNAATD, que fins llavors havia observat com pocs organismes s'atrevien a dur a terme aquest procés per si sols, ja que els arxivers no trobaven una normativa aplicable. Però malgrat tot, no representaven un 23% del total d'arxius de l'Administració pública integrats al Sistema d'Arxius de Catalunya els que ho acabaren aplicant. Així doncs se seguiria treballant encara a estendre l'elaboració de Taules d'avaluació documental i la seva aplicació com a repte de futur de la Comissió.
Fins al 2001 s'havien emès 400 Taules d'Avaluació Documental (TAD), de les quals 388 foren finalment publicades. La seva aplicació requerí la supervisió de la CNATD, per tal de controlar l'eliminació documental d'aquella superior a cinc anys, suposant que des de 1995 ja s'eliminaren quasi 6.000 metres lineals. Unes xifres que demostraren l'efectivitat de les funcionat de la CNATD), cosa que es constatà amb l'enquesta duta a terme el 1999 pel Servei d'Arxius de la Generalitat de Catalunya, en la qual pràcticament 3 de cada 4 centre que respongueren (entorn del 40% del total) afirmaven valorar positivament la tasca de la CNATD.
Quant a l'àmbit de l'accés a la documentació, a partir de 2008, la Comissió emprengué la tasca de garantir l'aplicació correcta de la normativa que regeix l'accés a la documentació de les administracions catalanes, tot i que s'està a l'espera de l'aprovació d'alguna llei més específica que ajudi a garantir aquest dret constitucional.
Avui dia, la Comissió segueix aportant informació, recollida en les seves memòries anuals publicades a la seva web oficial.

## Funcions
Segons el Decret 13/2008 de 22 de gener de 2008 sobre accés, avaluació i tria de documents, que desenvolupà l'article 19 de la Llei 10/2001 d'arxius i documents, les funcions de la Comissió Nacional d'Accés, Avaluació i Tria Documental són les següents:

### Funcions en matèria d'accés a la documentació
La CNAATD és la responsable d'establir uns criteris generals sobre l'aplicació de la normativa que estipula l'accés a la documentació pública, promovent el dret d'accés als documents de persones i entitats públiques o privades. Amb aquest objectiu, té les següents tasques assignades:
- Elaborar taules d'avaluació i accés documental, en les quals es fa constar el règim d'accés als documents que s'hagin de conservar.
- Elaborar informes sobre derogacions singulars de la normativa d'accés.
- Elaborar informes sobre reclamacions de persones les quals consideren vulnerat el seu dret d'accés a la documentació pública.
- Promoure l'exercici del dret d'accés als documents de les persones i les entitats públiques i privades.

### Funcions en matèria d'avaluació i tria de la documentació
L'avaluació i tria documental és el procés de determinació del període de conservació dels documents d'arxiu, en el cas de la CNAATD es fa seguint les Normes i procediments de valoració documental per a arxius públics publicades per la mateixa institució. Les funcions de la CNAATD quant a l'avaluació i tria de la documentació són les següents:
- Elaborar i homogeneïtzar els criteris generals d'avaluació i tria de documentació.
- Elaborar les Taules d'Avaluació Documental (TAD), les quals determinen el període de conservació de les sèries documentals. Un cop elaborades, seran proposades al Departament de Cultura perquè siguin aprovades.
- Controlar els processos d'avaluació i tria documental, per a evitar la destrucció de documentació que hauria d'haver estat conservada.
- Resoldre les sol·licituds d'avaluació de documents públics.
- Avaluar els documents privats del patrimoni documental que no hagin estat declarats d'interès nacional, ni formin part del Catàleg del patrimoni cultural català.

Les taules d'avaluació són publicades a la web del Departament de Cultura de la Generalitat
de Catalunya per a ser consultables públicament.
Les propostes d'avaluació que rep l'organisme per part dels responsables d'arxius i dels responsables administratius de l'organisme s'han d'estructurar en cinc apartats:
1. Organisme: en el qual hi figuraria el nom, direcció i telèfon.
2. Descripció de la documentació: la denominació de la sèrie documental o document, la seva ordenació o dates extremes, la funció administrativa, el marc legal, els documents que formen l'expedient, els metres lineals, les sèries antecedents i sèries relacionades, els documents re-capitulatius, si existeixen, si es tracta de documentació original o còpia i l'existència i tipus de suport de substitució.
3. Valor de la documentació: en el qual s'hi apuntaria l'administratiu, el legal-jurídic, el fisca i l'informatiu-històric.
4. Accés a la documentació: per tant si es tracta de documentació amb accés restringit, el període i el marc legal al qual se sotmet.
5. Proposta de selecció i eliminació: on hi ha de figurar el tipus d'eliminació, ja sigui total o parcial, el termini d'execució, el tipus de mostreig a aplicar i les observacions que calguin.

## Marc legal
Segons l'article 127 de l'Estatut d'Autonomia de Catalunya de 2006, la Generalitat de Catalunya té les competències exclusives en qüestions de cultura, incloent-hi els arxius que formen part del seu sistema. Aquestes competències concretament són regulades en l'actualitat per la Llei 10/2001, d'arxius i documents, la qual defineix i estableix el Sistema d'Arxius de Catalunya (SAC).
La Comissió Nacional d'Accés, Avaluació i Tria Documental, va ser creada com a tal mitjançant el Decret 13/2008, de 22 de gener, el qual desenvolupa l'article 19 de la Llei 10/2001, tot i que alguns aspectes com la composició de la Comissió, ja estaven establerts al Decret 117/1990, aprovat pel Govern l'any 1990.

## Organigrama i composició
La CNAATD és un dels tres òrgans de l'administració del Sistema d'Arxius de Catalunya, conjuntament amb la Subdirecció General d'Arxius i Gestió Documental i el Consell Nacional d'Arxius, el qual depèn de la Direcció General del Patrimoni Cultural del Departament de Cultura de la Generalitat de Catalunya.
|  |  |  |  |                                    |                                    |                                    |                                    |                                                   |                                                   |                                                   |                                                   | Departament de Cultura de la Generalitat de Catalunya |                                                   |                                                  |                                                  |                                                      |                                                      |                                                      |                                                      |                                                        |                                                        |                                                        |                                                        |                                                        |                                                        |  |  |  |  |  |  |  |  |  |  |  |  |  |  |
|  |  |  |  |                                    |                                    |                                    |                                    |                                                   |                                                   |                                                   |                                                   |                                                       |                                                   |                                                  |                                                  |                                                      |                                                      |                                                      |                                                      |                                                        |                                                        |                                                        |                                                        |                                                        |                                                        |  |  |  |  |  |  |  |  |  |  |  |  |  |  |
|  |  |  |  |                                    |                                    |                                    |                                    |                                                   |                                                   |                                                   |                                                   |                                                       |                                                   |                                                  |                                                  |                                                      |                                                      |                                                      |                                                      |                                                        |                                                        |                                                        |                                                        |                                                        |                                                        |  |  |  |  |  |  |  |  |  |  |  |  |  |  |
|  |  |  |  |                                    |                                    |                                    |                                    | Consell Nacional d'Arxius                         | Consell Nacional d'Arxius                         | Consell Nacional d'Arxius                         | Consell Nacional d'Arxius                         | Consell Nacional d'Arxius                             | Consell Nacional d'Arxius                         |                                                  |                                                  | Direcció General del Patrimoni Cultural              | Direcció General del Patrimoni Cultural              | Direcció General del Patrimoni Cultural              | Direcció General del Patrimoni Cultural              | Direcció General del Patrimoni Cultural                | Direcció General del Patrimoni Cultural                |                                                        |                                                        |                                                        |                                                        |  |  |  |  |  |  |  |  |  |  |  |  |  |  |
|  |  |  |  |                                    |                                    |                                    |                                    | Consell Nacional d'Arxius                         | Consell Nacional d'Arxius                         | Consell Nacional d'Arxius                         | Consell Nacional d'Arxius                         | Consell Nacional d'Arxius                             | Consell Nacional d'Arxius                         |                                                  |                                                  | Direcció General del Patrimoni Cultural              | Direcció General del Patrimoni Cultural              | Direcció General del Patrimoni Cultural              | Direcció General del Patrimoni Cultural              | Direcció General del Patrimoni Cultural                | Direcció General del Patrimoni Cultural                |                                                        |                                                        |                                                        |                                                        |  |  |  |  |  |  |  |  |  |  |  |  |  |  |
|  |  |  |  |                                    |                                    |                                    |                                    |                                                   |                                                   |                                                   |                                                   |                                                       |                                                   |                                                  |                                                  |                                                      |                                                      |                                                      |                                                      |                                                        |                                                        |                                                        |                                                        |                                                        |                                                        |  |  |  |  |  |  |  |  |  |  |  |  |  |  |
|  |  |  |  |                                    |                                    |                                    |                                    |                                                   |                                                   |                                                   |                                                   | Subdirecció General d'Arxius i Gestió Documental      | Subdirecció General d'Arxius i Gestió Documental  | Subdirecció General d'Arxius i Gestió Documental | Subdirecció General d'Arxius i Gestió Documental | Subdirecció General d'Arxius i Gestió Documental     | Subdirecció General d'Arxius i Gestió Documental     |                                                      |                                                      | Comissió Nacional d'Accés, Avaluació i Tria Documental | Comissió Nacional d'Accés, Avaluació i Tria Documental | Comissió Nacional d'Accés, Avaluació i Tria Documental | Comissió Nacional d'Accés, Avaluació i Tria Documental | Comissió Nacional d'Accés, Avaluació i Tria Documental | Comissió Nacional d'Accés, Avaluació i Tria Documental |  |  |  |  |  |  |  |  |  |  |  |  |  |  |
|  |  |  |  |                                    |                                    |                                    |                                    |                                                   |                                                   |                                                   |                                                   | Subdirecció General d'Arxius i Gestió Documental      | Subdirecció General d'Arxius i Gestió Documental  | Subdirecció General d'Arxius i Gestió Documental | Subdirecció General d'Arxius i Gestió Documental | Subdirecció General d'Arxius i Gestió Documental     | Subdirecció General d'Arxius i Gestió Documental     |                                                      |                                                      | Comissió Nacional d'Accés, Avaluació i Tria Documental | Comissió Nacional d'Accés, Avaluació i Tria Documental | Comissió Nacional d'Accés, Avaluació i Tria Documental | Comissió Nacional d'Accés, Avaluació i Tria Documental | Comissió Nacional d'Accés, Avaluació i Tria Documental | Comissió Nacional d'Accés, Avaluació i Tria Documental |  |  |  |  |  |  |  |  |  |  |  |  |  |  |
|  |  |  |  |                                    |                                    |                                    |                                    |                                                   |                                                   |                                                   |                                                   |                                                       |                                                   |                                                  |                                                  |                                                      |                                                      |                                                      |                                                      |                                                        |                                                        |                                                        |                                                        |                                                        |                                                        |  |  |  |  |  |  |  |  |  |  |  |  |  |  |
|  |  |  |  |                                    |                                    |                                    |                                    | Servei de Suport al Sistema d'Arxius de Catalunya | Servei de Suport al Sistema d'Arxius de Catalunya | Servei de Suport al Sistema d'Arxius de Catalunya | Servei de Suport al Sistema d'Arxius de Catalunya | Servei de Suport al Sistema d'Arxius de Catalunya     | Servei de Suport al Sistema d'Arxius de Catalunya |                                                  |                                                  | Servei de Coordinació de la Xarxa d'Arxius Comarcals | Servei de Coordinació de la Xarxa d'Arxius Comarcals | Servei de Coordinació de la Xarxa d'Arxius Comarcals | Servei de Coordinació de la Xarxa d'Arxius Comarcals | Servei de Coordinació de la Xarxa d'Arxius Comarcals   | Servei de Coordinació de la Xarxa d'Arxius Comarcals   |                                                        |                                                        |                                                        |                                                        |  |  |  |  |  |  |  |  |  |  |  |  |  |  |
|  |  |  |  |                                    |                                    |                                    |                                    | Servei de Suport al Sistema d'Arxius de Catalunya | Servei de Suport al Sistema d'Arxius de Catalunya | Servei de Suport al Sistema d'Arxius de Catalunya | Servei de Suport al Sistema d'Arxius de Catalunya | Servei de Suport al Sistema d'Arxius de Catalunya     | Servei de Suport al Sistema d'Arxius de Catalunya |                                                  |                                                  | Servei de Coordinació de la Xarxa d'Arxius Comarcals | Servei de Coordinació de la Xarxa d'Arxius Comarcals | Servei de Coordinació de la Xarxa d'Arxius Comarcals | Servei de Coordinació de la Xarxa d'Arxius Comarcals | Servei de Coordinació de la Xarxa d'Arxius Comarcals   | Servei de Coordinació de la Xarxa d'Arxius Comarcals   |                                                        |                                                        |                                                        |                                                        |  |  |  |  |  |  |  |  |  |  |  |  |  |  |
|  |  |  |  |                                    |                                    |                                    |                                    |                                                   |                                                   |                                                   |                                                   |                                                       |                                                   |                                                  |                                                  |                                                      |                                                      |                                                      |                                                      |                                                        |                                                        |                                                        |                                                        |                                                        |                                                        |  |  |  |  |  |  |  |  |  |  |  |  |  |  |
|  |  |  |  | Secció de Planificació i Inspecció | Secció de Planificació i Inspecció | Secció de Planificació i Inspecció | Secció de Planificació i Inspecció | Secció de Planificació i Inspecció                | Secció de Planificació i Inspecció                |                                                   |                                                   | Secció de Gestió Documental i Estandardització        | Secció de Gestió Documental i Estandardització    | Secció de Gestió Documental i Estandardització   | Secció de Gestió Documental i Estandardització   | Secció de Gestió Documental i Estandardització       | Secció de Gestió Documental i Estandardització       |                                                      |                                                      |                                                        |                                                        |                                                        |                                                        |                                                        |                                                        |  |  |  |  |  |  |  |  |  |  |  |  |  |  |

La Comissió és presidida pel director general del Patrimoni Cultural i representants dels diferents arxius de les administracions catalanes així com amb tècnics de l'Administració de la Generalitat, de l'Administració local, un representant de l'Autoritat Catalana de Protecció de Dades, un especialista en tecnologies de la informació i professors universitaris de les especialitats de dret i història.
L'organisme per tant està organitzat en grups de treball. La composició i funcionament dels grups de treball es va ordenar que fos de quatre i un màxim de sis persones tècniques en l'àmbit funcional corresponent, entre les quals una persona n'assumiria la coordinació i una altra la secretaria.
La persona coordinadora seria nomenada per la Comissió, d'entre els altres membres del grup. I aquesta persona coordinadora: proposaria les persones que haurien d'integrar el grup, programar i dirigir l'activitat del grup, representaria el grup davant la Comissió i l‘òrgan competent en matèria d'arxius i gestió documental de l'Administració de la Generalitat, informaria la Comissió sobre l'activitat i els resultats dels treballs del grup, i traslladaria a la Comissió les peticions i suggeriments que el grup formuli.
Per altra banda la secretària del grup hauria de ser nomenada per la Comissió, a proposta de la coordinadora del grup, d'entre les persones membres i les seves funcions serien les de: convocar les reunions del grup per ordre de la persona coordinadora, aixecar acta de les reunions amb especificació dels principals temes tractats i dels acords adoptats, preparar la documentació necessària per al treball del grup i posar-la a disposició de les persones membres, tramitar mitjançant la secretaria de la Comissió els assumptes que hagin de ser elevats a la Comissió o que siguin de la seva competència així com en altres funcions corresponents a la secretaria com donar suport administratiu i tècnic a la comissió, i atendre en primera instància aquelles consultes que li fan els professionals d'arxius o els ciutadans.
Finalment s'acordà que les persones membres dels grups de treball de la Comissió Nacional d'Accés, Avaluació i Tria Documental serien nomenades pel Plenari de la Comissió per un període de dos anys renovable.

## Organismes en altres països
A Espanya trobaríem dins del Ministeri de Cultura l'òrgan de la Comisión Superior Clasificadora de Documentos Administrativos (Real Decreto 1401/2007), la qual estudia i dictamina les qüestions relatives a la qualitat i utilització dels documents de l'Administració de l'Estat i del sector públic estatal, així com la seva integració en els arxius i el règim d'accés, valoració, selecció i expurgació. I la Comisión de Normas Españolas de Descripción Archivística (CNEDA) (Orden Ministerial CUL/1524/2007) que és un grup de treball permanent integrat per experts, amb l'encàrrec de desenvolupar normes tècniques en la matèria, així com d'assessorar al Ministeri.
Als Estats Units d'Amèrica trobaríem la Clearing House. El 1972 es crearia la Freedom of Information Clearing House, com a organ independent de l'Administració, amb les funcions d'ajudar els demandants que no vegin satisfetes les seves demandes d'informació i la d'oferir recursos per tal de facilitar aquestes demandes. Igualment també s'ocupa de recopilar les informacions que, sent de difícil accés per al públic en general, li hagin estat confiades, especialment d'aquelles dades a les que se n'hagi denegat l'accés dels particulars, sempre que no estiguin classificades com a secretes. El 1974 i 1976 la llei seria reformada per incloure-hi tota mena de pràctica dilatòria i obligar a tots els organismes federals a presentar una memòria anual de les peticions rebudes i la resolució d'aquestes.
A França trobaríem la Commission d'Accès aux Documents Administratifs, similar a la Clearing House americana, tot i que en el cas dels documents històrics és el director general de l'Arxiu de França i no la Comissió qui té la potestat per aixecar les restriccions, a sol·licitud individual, raonada i sota certes condicions.
A Itàlia és una comissió d'accés també la que regula l'accés a la documentació, en virtut a una llei 1990 de "Noves normes en matèria de procediment administratiu i de dret d'accés als documents administratius".
A Amèrica del sud trobaríem casos com el de Mèxic amb la Llei de Transparència i Accés a la Informació (2002), i a Xile una altra de títol semblant (200), i en ambdós casos han rebut l'encàrrec de constituir-se en bases per a la pràctica de l'accés, el que ha impulsat la seva funció en les organitzacions.